# Список організаторів Голодомору
Список партійних і радянських керівників, керівних співробітників ОДПУ та ДПУ УСРР, а також документів, що стали організаційно-правовою підставою для проведення в Україні політики Голодомору-Геноциду та репресій — оприлюднений СБУ список осіб та документів складений за її архівними матеріалами, що перелічує членів каральних органів — Об’єднаного державного політичного управління при РНК СРСР та Державного політичного управління УСРР.

## Проблематика питання
Уперше Служба безпеки оприлюднила наведені документи 2006 року, під час презентації електронної версії та оригіналів архівних документів ДПУ УСРР, що висвітлюють Голодомор 1932—1933 років в Україні. Ці матеріали також включені до науководокументального видання «Розсекречена пам’ять. Голодомор 1932—1933 років в Україні в документах ГПУ-НКВД», електронна версія якого розміщена на сайті Служби безпеки.
Як стверджує СБУ, архівні документи беззаперечно свідчать, що Голодомор 1932—1933 років став наслідком спланованих злочинних дій тоталітарного комуністичного режиму.
12 червня 2008 року тимчасовий виконувач обов'язків голови СБУ Валентин Наливайченко в Дюссельдорфі (Німеччина) на церемонії відкриття виставки, присвяченій пам'яті жертв Голодомору 1932—1933 років в Україні, заявив:
|  | Ми хочемо, згідно з чинним законодавством і у співпраці з іншими компетентними органами, встановити імена організаторів і виконавців геноциду. ... Служба безпеки стоїть на позиції, що ніяких таємниць у питаннях, що стосуються Голодомору, немає і не може бути. |

СБУ стверджує, що формування повного списку причетних до організації Голодомору-Геноциду в Україні можливо лише з використанням інших архівних матеріалів, зокрема, документів комуністичної партії, документів каральних органів СРСР:
|  | Оприлюднений список був підготовлений за наявними тільки в архівах СБУ матеріалами. В інших державних архівах, приватних зібраннях, у розпорядженні громадських організацій, безумовно, є додаткові відомості, які можуть істотно доповнити цей перелік. |

## Судовий розгляд
13 січня 2010 року своїм рішенням Апеляційний суд Києва підтвердив висновки слідчих Служби Безпеки України про організацію здійснення в 1932—1933 роках на території УСРР керівництвом більшовицького тоталітарного режиму — Йосипом Сталіним, В'ячеславом Молотовим, Лазарем Кагановичем, Павлом Постишевим, Станіславом Косіором, Власом Чубаром та Менделем Хатаєвичем — геноциду української національної групи, тобто штучного створення життєвих умов, розрахованих на її часткове фізичне знищення. 21 січня 2010 року рішення суду набуло чинності.

## Критика
Олександр Фельдман, голова і організатор російськомовної правозахисної організації «Український Жидівський Комітет», висловив думку що публікація таких списків є упередженою спробою завуалювати дійсних винуватців Голодомору. Одночасно з вказаними неточностями УЄК відзначив в опублікованому документі і те, що там не вказані, на його думку «дійсні винуватці Голодомору — Петровський, голова президії Верховної Ради УРСР; Чубар, голова Раднаркому УРСР; Приходько, генеральний прокурор УРСР; Скрипник та інші».
З заяви УЄК:
|  | Український єврейський комітет заявляє, що опублікований нещодавно Службою безпеки України на підставі її архівних матеріалів перший «Список партійних і радянських керівників, керівних співробітників ОГПУ і ГПУ УРСР, а також документів, які стали організаційно-правовою підставою для проведення в Україні політики Голодомору-Геноциду і репресій», фактично покладає етнічну відповідальність за трагедію Голодомору на євреїв і латишів. |

Український єврейський комітет відзначив важливість роботи СБУ, що проводилася, і закликав керівників цього відомства «ретельніше і відповідально підходити до складання і публікації таких серйозних документів».
Представник СБУ Сергій Кокін в інтерв'ю Бі-Бі-Сі назвав закиди Українського єврейського комітету щодо етнічної упередженості Служби безпеки безпідставними. Сергій Кокін каже, що СБУ подало документи в такому вигляді, в якому вони зберігалися в архівах:
|  | Ми виходили з тих документів, які є в архіві Служби Безпеки України. Там дуже багато чекістів. Серед керівників дуже багато було людей тієї національності, про яку зараз іде мова. І тут немає необ'єктивності. Це так було. Особливо це було характерно для центрального апарату тодішніх органів державної безпеки. Оскільки ж ці люди фігурують у цих документах, тому вони й потрапили до списку. Якби в наших документах фігурував би в такій якості Григорій Іванович Петровський, то він би також був би у цьому списку. Але чого немає того немає в наших документах. |

Служба безпеки України висловила вдячність Українському єврейському комітету і всім іншим, хто відгукнувся на оприлюднення першого списку організаторів і винуватців Голодомору.

## Список
| № з/п | П. І. Б.                                                           | Посада на момент підписання документа                                                                     | Найменування документа | Стислий коментар | Кому адресувалися директиви |
| ----- | ------------------------------------------------------------------ | --- | --- | --- | --- |
| 1     | Сталін (Джугашвілі) Йосип Віссаріонович                            | Генеральний секретар ЦК ВКП(б)                                                                            | № 9. Витяг із протоколу засідання політбюро ЦК ВКП(б) про затвердження інструкції Верховного суду та ОДПУ щодо застосування постанов ЦВК та Раднаркому СРСР. 16 вересня 1932 р. № 31. Таємний лист керівникам партійних і радянських органів щодо хлібозаготівель в Оріхівському районі України. 7 грудня 1932 р. | З документом надсилалася Інструкція про застосування постанови ЦВК і РНК СРСР від 7 серпня 1932 р., т. зв. Закону про п’ять колосків Блискавична реакція «вождя» на надіслані Головою ДПУ УСРР Реденсом С. Ф. в секретний відділ ЦК ВКП(б) матеріали слідства у справі опору хлібозаготівлям в Оріхівському р-ні Дніпропетровської області                                | Членам ЦКК ВКП(б), заступнику Голови ОДПУ СРСР Балицькому В. А. (обов’язково для виконання керівними та оперативними співробітниками ДПУ УСРР, яких у 1932—1933 роках налічувалося близько 1200 осіб). Всім членам і кандидатам ЦК та ЦКК, секретарям обкомів, крайкомів, національних ЦК, всім секретарям райкомів та головам райвиконкомів, всім членам-партійцям Колегії Наркомзему СРСР. Орієнтував на посилення репресій щодо т. зв. ворогів із партійним квитком у кишені |
| 2     | Вінокуров Олександр Миколайович                                    | Голова Верховного суду (ВС) СРСР                                                                          | № 9 (додаток). Інструкція Верховного суду СРСР, прокурора ВС СРСР і ОДПУ про застосування постанови ЦВК і РНК СРСР від 7 серпня 1932 р. 13 вересня 1932 р. | Щодо застосування постанови ЦВК і РНК СРСР від 7 серпня 1932 р., т. зв. Закону про п’ять колосків. | ВС СРСР та Прокуратурі ВС СРСР, НКЮ союзних республік, головам крайових (обласних) судів, крайовим (обласним) прокурорам, головам та прокурорам лінійних судів, районним прокурорам. Голові ДПУ України, повноважним представникам ОДПУ, ДТВ ОДПУ, начальникам оперсекторів |
| 3     | Ягода Генріх Григорович (Єнох Гершенович)                          | Заступник Голови ОДПУ                                                                                     | № 11. Директивна записка по ВЧ-зв’язку заступника Голови ОДПУ керівництву Постійного Представництва (ПП) ОДПУ по Криму про посилення боротьби із розкрадачами державної і суспільної власності. 25 вересня 1932 р. | Щодо активізації боротьби з розкрадачами державної і суспільної власності на підставі постанови ЦВК і РНК СРСР від 7 серпня 1932 р. Містить вимогу «забезпечити необхідну силу репресії». | ПП ОДПУ по Криму (всього у ПП ОДПУ по Криму працювало близько 150 осіб) |
| 4     | Балицький Всеволод Аполонович                                      | Повноважний представник ОДПУ по УСРР, заступник Голови ОДПУ, очолював комісію з введення паспортів у СРСР | № 47. З оперативного наказу № 2 по ДПУ УСРР. 13 лютого 1933 р. | Перед органами ДПУ ставилося завдання «терміново посилити темпи слідства, забезпечивши у найкоротший строк повну ліквідацію контр-революційного повстанського підпілля». | Всім органам ДПУ УСРР. Наказ зобов’язував керівників та оперативних співробітників органів ДПУ УСРР посилити репресивні заходи |
| 5     | Прокоф’єв Георгій Євгенович                                        | Заступник Голови ОДПУ СРСР                                                                                | № 48. Директива всім ПП ОДПУ щодо продовження виявлення членів «контрреволюційної організації» в сільському господарстві. 14 лютого 1933 р. | Директива вимагає вжити негайних заходів щодо виявлення членів «контрреволюційної організації» в сільському господарстві. | Всім Постійним Представництвам ОДПУ, у тому числі ПП ОДПУ в Криму |
| 6     | Реденс Станіслав Францович                                         | Голова ДПУ УСРР                                                                                           | № 2. Зведення ДПУ УСРР про настрої і протидію партійців та комсомольців під час хлібозаготівель. 20 листопада 1932 р.; № 17. Доповідна записка про заходи з проведення операції проти «куркульсько-петлюрівських та контрреволюційних елементів». 22 листопада 1932 р.; № 27. Оперативний бюлетень ДПУ УСРР щодо боротьби із «сільською контрреволюцією». 5 грудня 1932 р.; № 33. Супровідний лист голови ДПУ УСРР з інформаційним зведенням про боротьбу із «саботажем хлібозаготівель» у колгоспах. 8 грудня 1932 р. | Узагальнена інформація щодо т. зв. правоопортуністичних настроїв серед місцевих партійних, радянських і господарських керівників. Щодо проведення операції проти «куркульсько-петлюрівських та контрреволюційних елементів». Щодо заходів по боротьбі з «сільською контрреволюцією». Оперативний бюлетень ДПУ УСРР щодо справ, пов’язаних із «саботажем хлібозаготівель». | Першому секретарю ЦК КП(б)У Косіору С. В. На супровідних листах і в кінці документів є власноручні підписи Голови ДПУ УСРР Реденса С. Ф. |
| 7     | Карлсон Карл Мартинович (Огріетіс Едуард Янович)                   | Заступник Голови ДПУ УСРР                                                                                 | № 1. Записка ДПУ УСРР про організаційно-господарський стан колгоспів за матеріалами агентурного вивчення їхньої діяльності за 1931 р. 29 березня 1932 р. | Містяться відомості щодо скрутного організаційно-господарського стану колгоспів, відсутність матеріально-технічного забезпечення та низьку продуктивність праці у колгоспах | Голові ВУРПС, заступнику голови РНК УСРР Сухомлину К. В. |
| 8     | Леонюк Хома Акімович                                               | Заступник Голови ДПУ УСРР                                                                                 | № 32. Довідка про осіб, засуджених за справами, заведеними органами ДПУ УСРР та міліції у серпні-листопаді 1932 р. у зв’язку із хлібозаготівлями. 8 грудня 1932 р. | Документ свідчить про кількість осіб, засуджених за справами, заведеними органами ДПУ УСРР у ході хлібозаготівельної кампанії 1932 р. | Довідка для використання у звітності перед вищими інстанціями |
| 9     | Миронов Лев Григорович (Каган Лейб Гиршевич)                       | Начальник Економічного управління (ЕКУ) ОДПУ                                                              | № 50. З обвинувального висновку у справі про контрреволюційну змову у сільському господарстві. Квітень 1933 р. | Містить відомості щодо розкриття «контрреволюційної організації у сільському господарстві», філіали якої нібито були організовані в усіх сільськогосподарських районах СРСР | Орієнтування щодо посилення оперативно-розшукової роботи органами ДПУ. |
| 10    | Салинь Едуард Петрович                                             | Повноважний представник (ПП) ОДПУ по Криму                                                                | № 5. Директива керівництва ПП ОДПУ в Криму про заходи з протидії вивезенню хліба за межі Криму. 26 лютого1932 р. № 10. Циркуляр Економічного відділу ПП ОДПУ по Криму про боротьбу із розкраданням державного та суспільного майна 23 вересня 1932 р. | Щодо заходів із протидії вивезенню надлишків хліба за межі Криму з спекулятивною метою Вказує на необхідність неухильного виконання Інструкції про застосування постанови ЦВК і РНК СРСР від 7 серпня 1932 р. | Начальникам райвідділень, уповноваженим ПП ОДПУ по Криму, начальнику ГУ РКМ щодо посилення каральних заходів проти «мішечників» Всім начальникам міських та райвідділень, райуповноваженим ОДПУ по Криму |
| 11    | Тимофєєв Михайло Михайлович                                        | Начальник Харківського облвідділу ДПУ УСРР                                                                | № 16. Службова записка з довідкою Харківського облвідділу ДПУ УСРР про заарештованих та таких, що підлягали арешту, працівників колгоспного апарату 21 листопада 1932 р. | Містить відомості щодо арештів працівників колгоспного апарату на Харківщині. Документ свідчить про те, що С. Косіор особисто давав вказівки про арешти серед керівного апарату колгоспів. | Косіору С. В. |
| 12    | Кацнельсон Зиновій Борисович (Борухович)                           | Начальник Харківського облвідділу ДПУ УСРР                                                                | № 51. Особистий лист Голові ДПУ УСРР Балицькому В. А. 5 червня 1933 р. | Щодо поширення голоду в Харківській області та м. Харкові | Балицькому В. А. (з 21.02.1933 р. по 10.07.34 р. Повноважний представник ОДПУ по УСРР та Голова ДПУ УСРР) |
| 13    | Камінський Яків Зельманович                                        | Заступник начальника Одеського облвідділу ДПУ УСРР                                                        | № 49. З обвинувального висновку у справі «контрреволюційної шкідницької організації у сільському господарстві Одеської області». 7 квітня 1933 р. | Щодо т. зв. «шкідництва» у сільському господарстві Одеської області | |
| 14    | Козельський Борис Володимирович (Голова́нівський Берна́рд Во́льфович) | Т. в. о. начальника Секретно-політичного відділу (СПВ) ДПУ УСРР                                           | № 7. З листа керівництва СПВ ДПУ УСРР начальнику СПВ ОДПУ Г. Молчанову 10 вересня 1932 р. | Щодо намагання українських науковців поінформувати М. Грушевського про голод в УСРР | Начальнику СПВ ОДПУ Молчанову Г. А. |
| 15    | Пустовойтов Сергій Аполонович                                      | Т. в. о. начальника 2-го відділення СПВ ДПУ УСРР                                                          | № 7. З листа керівництва СПВ ДПУ УСРР начальнику СПВ ОДПУ Г. Молчанову 10 вересня 1932 р. | Щодо намагання українських науковців поінформувати М. Грушевського про голод в УСРР | Начальнику СПВ ОДПУ Молчанову Г. А. |
| 16    | Букшпан Михайло Маркович                                           | Начальник Обліково-статистичного відділу ДПУ УСРР                                                         | № 14. Аналіз цифрових даних щодо оперативної роботи органів ДПУ УСРР по сільському терору за час з 1 січня 1932 р. по 1 листопада 1932 р. 8 грудня 1932 р. № 21. Довідка про осіб, заарештованих органами ДПУ УСРР у серпні-листопаді 1932 р. у зв’язку із хлібозаготівлями. Листопад 1932 р. № 39. Довідка про рух справ та осіб, заарештованих у ході операції в органах ДПУ УСРР 30 грудня 1932 р. | Статистичні дані про боротьбу органів ДПУ УСРР з «сільським терором». Щодо заарештованих у зв’язку із хлібозаготівлями учасників «контрреволюційного руху в минулому» Щодо руху справ і заарештованих внаслідок операції ДПУ на селі | Балицькому В. А., Реденсу С. Ф., Леплевському І. М., Карлсону К. М., Леонюку Х. А., Кривцю Ю. Х., Галицькому Постишеву П. П. (з січня 1933 р. — 2-й секретар ЦК КП(б)У) |
| 17    | Друскіс Франц Семенович                                            | Начальник Транспортного відділу (ТВ) ДПУ УСРР                                                             | № 3. Спецповідомлення ТВ ДПУ УСРР про антипартійні й антирадянські прояви партійців на транспорті. 13 грудня 1932 р. | Щодо антипартійних проявів серед членів КП(б)У на транспорті | Заступнику Голови ОДПУ Балицькому В. А., Реденсу С. Ф., Карлсону К. М., начальнику Оперативного відділу ОДПУ Леплевському І. М., начальнику ТВ ОДПУ Прохорову Т. А. |
| 18    | Кривець Юхим Хомич                                                 | Начальник СПВ ДПУ УСРР                                                                                    | № 18. Лист щодо «саботажу хлібозаготівель» керівниками Оріхівського району. 23 листопада 1932 р. | Щодо «саботажу хлібозаготівель» партійними та господарськими керівниками Оріхівського району Дніпропетровської області | Реденсу С. Ф. |
| 19    | Іванівський (Гібшман) Ізраїль Давидович                            | Начальник ЕКВ ПП ОДПУ в Криму                                                                             | № 19. Директива керівництва ЕКВ ПП ОДПУ в Криму начальникам міських, районних відділень та райуповноваженим ОДПУ в Криму щодо контролю за виконанням директиви про заборону радгоспам продавати м’ясо та масло. 25 листопада 1932 р. | Щодо контролю за виконанням директиви про заборону радгоспам Криму продавати м’ясо та масло. | Начальникам міських, райвідділень та райуповноваженим ОДПУ |

| № з/п | П. І. Б.                                                  | Посада за документом | Найменування документа | Зміст документа | Адресат документа |
| ----- | --------------------------------------------------------- | --- | --- | --- | --- |
| 1.    | Буланов Георгій Георгійович                               | Начальник Пирятинського районного відділення Харківського обласного відділу ДПУ УСРР.                                            | Обвинувальний висновок Пирятинського райвідділення Харківського облвідділу ДПУ УСРР у справі Ігнатухи Д. М. та інших мешканців с. Крячківка Пирятинського району Харківської області. 15 жовтня 1932 р. Галузевий державний архів Служби безпеки України (далі — ГДА СБУ). — Ф. 6. — Спр. 75215-фп. — Арк. 33—36. | Обвинувачення Ігнатухи Д. М. та ще п’яти селян у проведенні антирадянської агітації проти хлібозаготівель та інших заходів влади на селі з клопотанням про застосування до них «заходів соціального захисту». За постановою Судової Трійки при Колегії ДПУ УСРР від 06.12.1932 р. Ігнатуха Д. М. та інші обвинувачені були ув’язнені на терміни від 5 до 10 років. Реабілітовані у 1989 р. | Судова Трійка при Колегії ДПУ УСРР. |
| 2.    | Готліб Арон Якубович                                      | Начальник Новобузького районного відділення Одеського обласного відділу ДПУ УСРР.                                                | Постанова про направлення Новобузькому дільничному прокурору слідчої справи на обвинувачених Касьяненка С. Г. і Касьяненка Г. К., мешканців с. Ново-Петрівка Новобузького району Одеської області. 18 квітня 1933 р. ГДА СБУ. — Ф. 6. — Спр. 75350-фп. — Арк. 21.                                                 | Обвинувачення селян Касьяненка С. Г. і Касьяненка Г. К. в антирадянській агітації, спрямованій на зрив хлібозаготівель, а також у приховуванні хліба (див. обвинувальний висновок — арк. 22—23). За вироком Новобузького районного народного суду Одеської області від 9 квітня 1933 р. Касьяненко С. Г. і Касьяненко Г. К. засуджені до 7 та 8 років позбавлення волі з поразкою у правах на 5 років. Реабілітовані 23.03.1990 р.                                                                 | Дільничний прокурор Новобузького району Одеської області.                                                                                          |
| 3.    | Задорожний (відомості про ім’я та по батькові відсутні)   | Начальник Недригайлівського районного відділення Чернігівського обласного відділу ДПУ УСРР.                                      | Обвинувальний висновок Недригайлівського районного відділення ДПУ УСРР у справі Римаря К. Ф., мешканця с. Сміле Недригайлівського району Чернігівської області. 25 січня 1933 р. ГДА СБУ. — Ф. 6. — Спр. 75219-фп. — Арк. 18—18 зворот.                                                                           | Обвинувачення селянина Римаря К. Ф. в проведенні агітації проти колективізації та хлібозаготівель (стверджував, що влада «весь хліб забере, а люди помруть з голоду») з клопотанням про притягнення його до кримінальної відповідальності. За вироком народного суду Недригайлівського району від 05.02.1933 р. та ухвалою Чернігівського обласного суду від 11.04.1933 р. Римар К. Ф. засуджений до 6 років позбавлення волі у виправно-трудових таборах. Реабілітований 23.07.1990 р.            | Дільничний прокурор Недригайлівського району Чернігівської області.                                                                                |
| 4.    | Самофалов Іван Нестерович                                 | Начальник Краснопільського районного відділення Харківського обласного відділу ДПУ УСРР.                                         | Розпорядження начальника Краснопільського райвідділення Харківського облвідділу ДПУ УСРР щодо здійснення оперативних та репресивних заходів із забезпечення хлібозаготівель. 31 грудня 1932 р. ГДА СБУ. — Ф. 64. — Спр. 38. — Арк. 35.                                                                            | Документ зобов’язував оперативного співробітника районного органу ДПУ УСРР провести оперативні заходи з метою виявлення місць зберігання прихованого селянами хліба і провести репресії щодо «спекулянтів та саботажників» у Краснопільському районі Харківської області. | Помічник оперуповноваженого Краснопільського районного відділення Харківського обласного відділу ДПУ УСРР Голованов П. І.                          |
| 5.    | Труфанов (відомості про ім’я та по батькові відсутні)     | Начальник Конотопського районного відділення Чернігівського обласного відділу ДПУ УСРР.                                          | Постанова про направлення Конотопському районному прокурору слідчої справи на обвинуваченого Яценка Й. А., мешканця с. Бочечки Конотопського району Чернігівської області. 30 листопада 1932 р. ГДА СБУ. — Ф. 6. — Спр. 75500-фп. — Арк. 9.                                                                       | Обвинувачення селянина Яценка Й. А. у ворожому ставленні до радянської влади, невиконанні плану здачі хліба державі та його приховуванні. За вироком народного суду Конотопського району від 23 грудня 1932 р. Яценка Й. А. засуджено до 8 років позбавлення волі. Реабілітований 25.02.1991 р. | Прокурор Конотопського району Чернігівської області.                                                                                               |
| 6.    | Хасюк Лев Ілліч                                           | Заступник начальника Політичного відділу Осіновської машинно-тракторної станції (МТС) Ново-Псковського району Донецької області. | Доповідна записка про взаємовідносини Політвідділу Осіновської МТС з апаратом Ново-Псковського районного відділення Донецького обласного відділу ДПУ УСРР. 5 червня 1933 р. ГДА СБУ. — Ф. 64. — Спр. 2344. — Арк. 20—23, 28.                                                                                      | Документ містить відомості про конфлікти у середовищі співробітників ДПУ у зв’язку з проведенням репресій та виконанням за будь-яку ціну плану хлібозаготівель у Ново-Псковському районі Донецької області. | Начальник Донецького обласного відділу ДПУ УСРР Іванов В. Т., помічник начальника Секретно-політичного відділу (СПВ) ОДПУ, начальник СПВ ДПУ УСРР. |
| 7.    | Романов (відомості про ім’я та по батькові відсутні)      | Оперативний уповноважений Особливого відділу Чернігівського обласного відділу ДПУ УСРР.                                          | Постанова про початок слідства та обрання міри запобігання стосовно Римаря К. Ф., мешканця с. Сміле Недригайлівського району Чернігівської області. 18 грудня 1932 р. ГДА СБУ. — Ф. 6. — Спр. 75219-фп. — Арк. 1—1 зворот.                                                                                        | Обвинувачення селянина Римаря К. Ф. в проведенні агітації проти хлібозаготівель. За вироком народного суду Недригайлівського району від 05.02.1933 р. та ухвалою Чернігівського обласного суду від 11.04.1933 р. Римар К. Ф. засуджений до 6 років позбавлення волі у виправно-трудових таборах. Реабілітований 23.07.1990 р. | Районний прокурор та начальник Райміліції Недригайлівського району Чернігівської області.                                                          |
| 8.    | Ніколаєв (відомості про ім’я та по батькові відсутні)     | Районний уповноважений Марковського районного відділення Донецького обласного відділу ДПУ УСРР.                                  | Обвинувальний висновок Марковського районного відділення Донецького обласного відділу ДПУ УСРР у справі Колесника І. С., мешканця с. Марковка Марковського району Донецької області. 5 травня 1933 р. ГДА СБУ. — Ф. 6. — Спр. 75236-фп. — Арк. 18—19.                                                             | Обвинувачення селянина Колесника І. С. в антирадянській агітації та «розкладанні колгоспу» з клопотанням про його висилання до Північного Краю терміном на 10 років. 15 червня 1933 р., перебуваючи під арештом, обвинувачений Колесник І. Т. помер у Марковській районній лікарні (див. лист Марковського райапарату ДПУ до Донецького облвідділу ДПУ — арк. 21). Реабілітований 15.08.1994 р. | Судова Трійка при Колегії ДПУ УСРР. Начальник Обліково-довідкового відділення Донецького обласного відділу ДПУ УСРР.                               |
| 9.    | Скуридін (відомості про ім’я та по батькові відсутні)     | Районний уповноважений Ново-Миколаївського районного відділення Дніпропетровської обласного відділу ДПУ УСРР.                    | Обвинувальний висновок Ново-Миколаївського райвідділлення Дніпропетровського облвідділу ДПУ УСРР у справі Омельченка Д. З., мешканця с. Ново-Миколаївка Ново-Миколаївського району Дніпропетровської області. 13 грудня 1932 р. ГДА СБУ. — Ф. 6. — Спр. 75321-фп. — Арк. 3—6.                                     | Обвинувачення Омельченка Д. З., голови сільськогосподарської артілі «Інтернаціонал», у «розбазарюванні колгоспного хліба та сприянні зриву хлібозаготівель». За вироком виїзної сесії Дніпропетровського обласного суду від 04.01.1933 р. Омельченко Д. З. засуджений до розстрілу. Реабілітований за постановою Пленуму Верховного Суду України від 17.01.1992 р. | Виїзна сесія Дніпропетровського обласного суду. |
| 10.   | Богомаз (відомості про ім’я та по батькові відсутні)      | Уповноважений Пирятинського районного відділення Харківського обласного відділу ДПУ УСРР.                                        | Обвинувальний висновок Пирятинського районного відділення Харківського обласного відділу ДПУ УСРР у справі Ігнатухи Д. М. та інших п’яти мешканців с. Крячківка Пирятинського району Харківської області. 15 жовтня 1932 р. ГДА СБУ. — Ф. 6. — Спр. 75215-фп. — Арк. 33—36.                                       | Обвинувачення Ігнатухи Д. М. та інших п’яти селян у проведенні антирадянської агітації проти хлібозаготівель та інших заходів влади на селі з клопотанням про застосування до них «заходів соціального захисту». За постановою Судової Трійки при Колегії ДПУ УСРР від 06.12.1932 р. Ігнатуха Д. М. та інші обвинувачені зазнали покарання — від 5 до 10 років ув’язнення. Реабілітовані у 1989 р.                                                                                                 | Судова Трійка при Колегії ДПУ УСРР. |
| 11.   | Логвинов Петро Дмитрович                                  | Уповноважений Ново-Миколаївського районного відділення Одеського обласного відділу ДПУ УСРР.                                     | Обвинувальний висновок Ново-Миколаївського районного відділення Одеського відділу ДПУ УСРР у справі Омельченка Д. З., мешканця с. Ново-Миколаївка Ново-Миколаївського району Дніпропетровської області. 13 грудня 1932 р. ГДА СБУ. — Ф. 6. — Спр. 75321-фп. — Арк. 3—6.                                           | Обвинувачення Омельченка Д. З., голови сільськогосподарської артілі «Інтернаціонал», у «розбазарюванні колгоспного хліба та сприянні зриву хлібозаготівель». За вироком виїзної сесії Дніпропетровського обласного суду від 04.01.1933 р. Омельченко Д. З. засуджений до розстрілу. Реабілітований за постановою Пленуму Верховного Суду України від 17.01.1992 р. | Виїзна сесія Дніпропетровського обласного суду. |
| 12.   | Мозговой (відомості про ім’я та по батькові відсутні)     | Уповноважений Новобузького районного відділення Одеського обласного відділу ДПУ УСРР.                                            | Обвинувальний висновок Новобузького райвідділення ДПУ УСРР у справі Касьяненка С. Г. і Касьяненка Г. К., мешканців с. Ново-Петрівка Новобузького району Одеської області. 21 квітня 1933 р. ГДА СБУ. — Ф. 6. — Спр. 75350-фп. — Арк. 22—23.                                                                       | Обвинувачення селян Касьяненка С. Г. і Касьяненка Г. К. в антирадянській агітації, спрямованій на «розклад колгоспів», зрив хлібозаготівель, а також у приховуванні хліба, з клопотанням про притягнення їх за це до кримінальної відповідальності. За вироком Новобузького районного народного суду Одеської області від 9 квітня 1933 р. Касьяненко С. Г. і Касьяненко Г. К. засуджені до 7 та 8 років позбавлення волі з поразкою у правах на 5 років. Реабілітовані 23.03.1990 р.              | Дільничний прокурор Новобузького району Одеської області.                                                                                          |
| 13.   | Новиков (відомості про ім’я та по батькові відсутні)      | Уповноважений Недригайлівського районного відділення Чернігівського обласного відділу ДПУ УСРР.                                  | Обвинувальний висновок Недригайлівського райвідділення Чернігівського обласного відділу ДПУ УСРР у справі Римаря К. Ф., мешканця с. Протасівки Недригайлівського району Чернігівської області. 3 січня 1933 р. ГДА СБУ. — Ф. 6. — Спр. 75219-фп. — Арк. 11.                                                       | Обвинувачення селянина Римаря К. Ф. у проведенні агітації проти колективізації та хлібозаготівель (стверджував, що «влада забрала у 1931 році весь хліб, люди з голоду пухнуть») з клопотанням про притягнення його до кримінальної відповідальності. За вироком народного суду Недригайлівського району від 05.02.1933 р. та ухвалою Чернігівського обласного суду від 11.04.1933 р. Римар К. Ф. засуджений до 6 років позбавлення волі у виправно-трудових таборах. Реабілітований 23.07.1990 р. | Дільничний прокурор Недригайлівського району Чернігівської області.                                                                                |
| 14.   | Прохоренко (відомості про ім’я та по батькові відсутні)   | Уповноважений Конотопського районного відділення Чернігівського обласного відділу ДПУ УСРР.                                      | Постанова про направлення слідчої справи на обвинуваченого Яценка Й. А. Конотопському районному прокурору. 30 листопада 1932 р. ГДА СБУ. — Ф. 6. — Спр. 75500-фп. — Арк. 9. | Обвинувачення селянина Яценка Й. А. у ворожому ставленні до радянської влади, невиконанні плану здачі хліба державі та його приховуванні. За вироком народного суду Конотопського району від 23 грудня 1932 р. Яценка Й. А. засуджено до 8 років позбавлення волі. Реабілітований 25.02.1991 р. | Прокурор Конотопського району Чернігівської області.                                                                                               |
| 15.   | Брюховецький (відомості про ім’я та по батькові відсутні) | Помічник уповноваженого Марковського райвідділення Донецького обласного відділу ДПУ УСРР.                                        | Обвинувальний висновок Марковського районного відділення Донецького обласного відділу ДПУ УСРР у справі Колесника І. С., мешканця с. Марковка Марковського району Донецької області. 5 травня 1933 р. ГДА СБУ. — Ф. 6. — Спр. 75236-фп. — Арк. 18—19.                                                             | Обвинувачення селянина Колесника І. С. в антирадянській агітації та «розкладанні колгоспу» з клопотанням про його висилання до Північного Краю терміном на 10 років. 15 червня 1933 р., перебуваючи під арештом, обвинувачений Колесник І. Т. помер у Марковській районній лікарні (див. лист Марковського райапарату ДПУ до Донецького облвідділу ДПУ — арк. 21). Реабілітований 15.08.1994 р. | Судова Трійка при Колегії ДПУ УСРР. Начальник Обліково-довідкового відділення Донецького обласного відділу ДПУ УСРР.                               |

| № з/п | П. І. Б.                                                 | Посада за документом                                                                                   | Найменування документа | Зміст документа | Адресат документа                                            |
| ----- | -------------------------------------------------------- | --- | --- | --- | ------------------------------------------------------------ |
| 1.    | Антонюк Іван Вікторович                                  | Начальник Муровано-Куриловецького районного відділення Вінницького обласного відділу ДПУ УСРР.         | Обвинувальний висновок Муровано-Куриловецького районного відділення Вінницького обласного відділу ДПУ УСРР у справі Гордійчука К. П., Гнатюка М. Є. та Гнатюка П. Є., мешканців с. Дерешова Муровано-Куриловецького району Вінницької області. 5 грудня 1932 р. Галузевий державний архів Служби безпеки України (далі — ГДА СБУ). — Ф. 6. — Спр. 75482-фп. — Арк. 93—95. | Обвинувачення селян Гордійчука К. П., Гнатюка М. Є. та Гнатюка П. Є. у підпалі господарства колишнього голови сільради Островського Ф., який брав активну участь у проведенні хлібозаготівель. Ухвалою виїзної сесії Вінницького обласного суду від 7 вересня 1933 р. слідчу справу припинено у зв’язку зі смертю обвинувачених (див. довідку Дерешівської сільради від 2 вересня 1933 р. — арк. 112). Реабілітовані 23 січня 1995 р.                       | Обласна прокуратура Вінницької області.                      |
| 2.    | Куховаренко (відомості про ім’я та по батькові відсутні) | Начальник Тульчинського районного відділення Вінницького обласного відділу ДПУ УСРР.                   | Обвинувальний висновок Тульчинського райвідділення Вінницького облвідділу ДПУ УСРР у справі Сороки А. Й., мешканця с. Кінашова Тульчинського району Вінницької області. 20 січня 1933 р. ГДА СБУ. — Ф. 6. — Спр. 75474-фп. — Арк. 20—21. | Обвинувачення селянина Сороки А. Й. у злісному ухилянні від виконання державних податків, а також замаху на здійснення терористичного акту. За вироком виїзної сесії Вінницького обласного суду від 28 лютого 1933 р. Сорока А. Й. засуджений до 10 років позбавлення волі з поразкою у правах на 5 років. Реабілітований 13 травня 1992 р. | Дільничний прокурор Тульчинського району Вінницької області. |
| 3.    | Маков                                                    | Начальник Липовецького районного відділення Вінницького обласного відділу ДПУ УСРР.                    | Постанова про направлення Липовецькому дільничному прокурору слідчої справи на обвинуваченого Бебка Хому Корнійовича, мешканця с. Турбів Липовецького району Вінницької області. 29 грудня 1932 р. ГДА СБУ. — Ф. 6. — Спр. 75473-фп. — Арк. 16. | Обвинувачення селянина Бебка Х. К. в антирадянській агітації, спрямованій на розвал колгоспу та зрив хлібозаготівель. За вироком Вінницького обласного суду від 17 січня 1933 р. Бебко Х. К. і ухвалою судової колегії в кримінальних справах Верховного Суду УСРР від 5 лютого 1933 р. засуджений до вищої міри покарання з конфіскацією майна. Розстріляний 20 лютого 1933 р. Реабілітований 29 травня 1992 р.                                            | Дільничний прокурор Липовецького району Вінницької області.  |
| 4.    | Писаревка Максим Якович                                  | Начальник Брацлавського районного відділення Вінницького обласного відділу ДПУ УСРР.                   | Обвинувальний висновок Брацлавського районного відділення ДПУ УСРР у справі Ковальчука І. Є., мешканця та голови колгоспу с. Торків Брацлавського району Вінницької області. До 10 грудня 1932 р. ГДА СБУ. — Ф. 6. — Спр. 75475-фп. — Арк. 54—56. | Обвинувачення селянина Ковальчука І. Є. у зловживанні службовим становищем, розбазарюванні колгоспного хліба, проведенні агітації за вихід із колгоспу. За вироком Вінницького обласного суду від 13 грудня 1933 р. Ковальчук І. Є. засуджений до 7 років позбавлення волі у виправно-трудових таборах. Реабілітований 18.03.1992 р. | Дільничний прокурор Тульчинському району Вінницької області. |
| 5.    | Зінченко                                                 | Районний уповноважений Джулинського районного відділення Вінницького обласного відділу ДПУ УСРР.       | Обвинувальний висновок Джулинського районного відділення Вінницького обласного відділу ДПУ УСРР у справі Гомеля М. Г. та інших чотирьох мешканців с. Серединка Джулинського району Вінницької області. 11листопада 1931 р. ГДА СБУ. — Ф. 6. — Спр. 75467-фп. — Арк. 90, 92—95.                                                                                            | Обвинувачення селян Гомеля М. Г. та інших чотирьох осіб у протидії заходам радянської влади на селі, зокрема проведенню хлібозбиральної та хлібозаготівельної кампаній. За вироком виїзної сесії Вінницького міжрайонного суду від 8—9 лютого 1932 р. Гомеля М. Г. та інших осіб засуджено до висилання за межі Правобережної України на 5 років. Реабілітовані 10 січня 1996 р.                                                                            | Надзвичайна сесія Вінницького міжрайонного суду.             |
| 6.    | Король Григорій Іванович                                 | Районний уповноважений Станіславчикського районного відділення Вінницького обласного відділу ДПУ УСРР. | Обвинувальний висновок Станіславчикського районного відділення Вінницького облвідділу ДПУ УСРР у справі Мостовик І. І., мешканки с. Олексіївки Станіславчикського району Вінницької області. 24 листопада 1932 р. ГДА СБУ. — Ф. 6. — Спр. 75456-фп. — Арк. 13. | Обвинувачення селянки Мостовик І. І. у проведенні агітації проти хлібозаготівель. За вироком народного суду Станіславчикського району від 1 грудня 1932 р. Мостовик І. І. засуджена до 5 років позбавлення волі у виправно-трудових таборах. Відомостей про реабілітацію у справі немає. | Дільничний прокурор Барського району Вінницької області.     |
| 7.    | Пьоришко                                                 | Районний уповноважений Оратівського районного відділення Вінницького обласного відділу ДПУ УСРР.       | Обвинувальний висновок Оратівського районного відділення Вінницького облвідділу ДПУ УСРР у справі Чопіка А. Л., мешканця с. Бугаївки Оратівського району Вінницької області. До 2 березня 1932 р. ГДА СБУ. — Ф. 6. — Спр. 75469-фп. — Арк. 27. | Обвинувачення селянина Чопіка А. Л. в проведенні агітації проти хлібозаготівель («радянська влада довела людей до погибелі хлібозаготівлею»). За вироком народного суду Оратівського району від 11 лютого 1932 р. Чопік А. Л. засуджений до 3,5 років позбавлення волі у виправно-трудових таборах. Реабілітований 16 червня 1992 р. | Народний суд Оратівського району Вінницької області.         |
| 8.    | Бойко                                                    | Уповноважений Муровано-Куриловецького районного відділення Вінницького обласного відділу ДПУ УСРР.     | Обвинувальний висновок Муровано-Куриловецького районного відділення Вінницького облвідділу ДПУ УСРР у справі Гордийчука К. П., Гнатюка М. Є. та Гнатюка П. Є., мешканців с. Дерешова Муровано-Куриловецького району Вінницької області. 5 грудня 1932 р. ГДА СБУ. — Ф. 6. — Спр. 75482-фп. — Арк. 93—95.                                                                  | Обвинувачення селян Гордийчука К. П., Гнатюка М. Є. та Гнатюка П. Є. у підпалі господарства колишнього голови сільради Островського Ф., який брав активну участь у проведенні хлібозаготівель. Ухвалою виїзної сесії Вінницького обласного суду від 7 вересня 1933 р. слідчу справу припинено у зв’язку зі смертю обвинувачених (див. довідку Дерешівської сільради від 2 вересня 1933 р. — арк. 112). Реабілітовані 23 січня 1995 р.                       | Обласна прокуратура Вінницької області.                      |
| 9.    | Михайлов                                                 | Уповноважений Оратівського районного відділення Вінницького обласного відділу ДПУ УСРР.                | Обвинувальний висновок Оратівського районного відділення Вінницького облвідділу ДПУ УСРР у справі Чопіка А. Л., мешканця с. Бугаївки Оратівського району Вінницької області. До 2 березня 1932 р. ГДА СБУ. — Ф. 6. — Спр. 75469-фп. — Арк. 27. | Обвинувачення селянина Чопіка А. Л. в проведенні агітації проти хлібозаготівель («радянська влада довела людей до погибелі хлібозаготівлею»). За вироком народного суду Оратівського району від 11 лютого 1932 р. Чопік А. Л. засуджений до 3,5 років позбавлення волі у виправно-трудових таборах. Реабілітований 16 червня 1992 р. | Народний суд Оратівського району Вінницької області.         |
| 10.   | Новиков                                                  | Уповноважений Джулинського районного відділення Вінницького обласного відділу ДПУ УСРР.                | Обвинувальний висновок Джулинського районного відділення Вінницького облвідділу ДПУ УСРР у справі Гомеля М. Г. та інших чотирьох мешканців с. Серединка Джулинського району Вінницької області. 11 листопада 1931 р. ГДА СБУ. — Ф. 6. — Спр. 75467-фп. — Арк. 90, 92—95.                                                                                                  | Обвинувачення селян Гомеля М. Г. та інших чотирьох осіб у протидії заходам радянської влади на селі, зокрема проведенню хлібозбиральної та хлібозаготівельної кампаній. За вироком виїзної сесії Вінницького міжрайонного суду від 8—9 лютого 1932 р. Гомеля М. Г. та інших осіб засуджено до висилання за межі Правобережної України на 5 років. Реабілітовані 10 січня 1996 р.                                                                            | Надзвичайна сесія Вінницького міжрайонного суду.             |
| 11.   | Кац                                                      | Помічник уповноваженого Липовецького районного відділення Вінницького обласного відділу ДПУ УСРР.      | Обвинувальний висновок Липовецького районного відділення Вінницького облвідділу ДПУ УСРР у справі Рибака М. Д. та інших трьох мешканців с. Вікентіївки Нападівської сільради Липовецького району Вінницької області. 6 лютого 1933 р. ГДА СБУ. — Ф. 6. — Спр. 75480-фп. — Арк. 55—56.                                                                                     | Обвинувачення селян Рибака М. Д. та інших трьох осіб у здійсненні терористичного акту щодо Семенюка Д. Г., уповноваженого Нападівської сільради по селах Вікентіївка та Ульянівка, який брав активну участь у розкуркулюванні та висиланні куркулів на північ СРСР. За вироком виїзної сесії Вінницького обласного суду від 2 червня 1933 р. Рибака М. Д. та інших осіб засуджено до висилання за межі України на 5—10 років. Реабілітовані у 1994—1996 рр. | Дільничний прокурор Липовецького району Вінницької області.  |
| 12.   | Польовий                                                 | Помічник уповноваженого Брацлавського районного відділення Вінницького обласного відділу ДПУ УСРР.     | Обвинувальний висновок Брацлавського районного відділення ДПУ УСРР у справі Ковальчука І. Є., мешканця та голови колгоспу с. Торків Брацлавського району Вінницької області. До 10 грудня 1932 р. ГДА СБУ. — Ф. 6. — Спр. 75475-фп. — Арк. 54—56. | Обвинувачення селянина Ковальчука І. Є. у зловживанні службовим становищем, розбазарюванні колгоспного хліба, проведенні агітації за вихід із колгоспу. За вироком Вінницького обласного суду від 13 грудня 1933 р. Ковальчук І. Є. засуджений до 7 років позбавлення волі у виправно-трудових таборах. Реабілітований 18 березня 1992 р. | Дільничний прокурор Тульчинському району Вінницької області. |
| 13.   | Пастущак                                                 | Співробітник Тульчинського районного відділення Вінницького обласного відділу ДПУ УСРР.                | Обвинувальний висновок Тульчинського райвідділення Вінницького облвідділу ДПУ УСРР у справі Сороки А. Й., мешканця с. Кінашова Тульчинського району Вінницької області. 20 січня 1933 р. ГДА СБУ. — Ф. 6. — Спр. 75474-фп. — Арк. 20—21. | Обвинувачення селянина Сороки А. Й. у злісному ухилянні від виконання державних податків, а також замаху на здійснення терористичного акту. За вироком виїзної сесії Вінницького обласного суду від 28 лютого 1933 р. Сорока А. Й. засуджений до 10 років позбавлення волі з поразкою у правах на 5 років. Реабілітований 13 травня 1992 р. | Дільничний прокурор Тульчинського району Вінницької області. |

### Скорочення
- ЦК ВКП(б) – Центральний Комітет Всесоюзної Комуністичної партії (більшовиків)
- ОДПУ – Об’єднане державне політичне управління
- ЦВК – Центральний виконавчий комітет
- РНК, Раднарком – Рада народних комісарів
- ЦКК – Центральна контрольна комісія
- ДПУ – Державне політичне управління
- Наркомзем – Народний комісаріат землеробства
- ВС – Верховний Суд
- НКЮ – Народний комісаріат юстиції
- ДТВ – дорожньо-транспортний відділ
- ПП – постійне представництво
- ВУРПС – Всеукраїнська рада професійних спілок
- ЕКУ – Економічне управління
- ГУ РКМ – Головне управління робітничо-селянської міліції
- облвідділ – обласний відділ
- СПВ – секретно-політичний відділ
- ТВ – транспортний відділ
- ЕКВ – економічний відділ ===